# Liga Venezolana de Béisbol Profesional 2006-07
La temporada de la Liga Venezolana de Béisbol Profesional 2006-2007 comenzó el 12 de octubre de 2006, en el Estadio Universitario de Caracas y concluyó el 28 de enero de 2007. El título de esa temporada fue para los Tigres de Aragua ante los Navegantes del Magallanes, siendo el sexto para ese conjunto.
Poco antes de iniciar la temporada, la Liga anunció oficialmente que habían aceptado por unanimidad la posibilidad de incorporación de otras dos franquicias para el béisbol profesional venezolano, con los equipos Diamantes de Guayana y Toros del Táchira, aunque sin fecha exacta para el ingreso al campeonato.
Fue la última temporada en la que se utilizó el sistema clasificatorio que dividía la Liga en dos grupos. Cada grupo estaba integrado por cuatro equipos cada uno, de donde se clasifican los dos mejores de cada división y el mejor tercero al Round Robin.

## Temporada regular
División Occidental
| Pos | Equipo                | J  | G  | P  | AVE. | V  | Racha |
| --- | --------------------- | -- | -- | -- | ---- | -- | ----- |
| 1   | Tigres de Aragua      | 62 | 41 | 21 | .661 | -  | 4G    |
| 2   | Águilas del Zulia     | 62 | 35 | 27 | .565 | 6  | 1P    |
| 3   | Cardenales de Lara    | 62 | 29 | 33 | .468 | 11 | 1G    |
| 4   | Pastora de Los Llanos | 62 | 25 | 37 | .403 | 16 | 3P    |

División Oriental
| Pos | Equipo                    | J  | G  | P  | AVE. | V  | Racha |
| --- | ------------------------- | -- | -- | -- | ---- | -- | ----- |
| 1   | Navegantes del Magallanes | 62 | 36 | 26 | .581 | -  | 2G    |
| 2   | Leones del Caracas        | 62 | 29 | 33 | .468 | 7  | 1P    |
| 3   | Tiburones de La Guaira    | 62 | 27 | 35 | .436 | 9  | 1G    |
| 4   | Caribes de Anzoátegui     | 62 | 26 | 36 | .419 | 10 | 1P    |

|  | Clasificó al Round Robin o Todos contra Todos |
|  | Quedó eliminado                               |

### Jugador de la Semana Multinacional de Seguros
| Semana    | Pos | Jugador       | Equipo                 | JJ | VB | CA | H  | H2 | H3 | HR | CI | AVE  |
| --------- | --- | ------------- | ---------------------- | -- | -- | -- | -- | -- | -- | -- | -- | ---- |
| Semana 6  | 3B  | Óscar Salazar | Tiburones de La Guaira |    | 95 | 22 | 29 | 7  | 2  | 7  | 32 | .305 |
| Semana 7  | 2B  | Luis González | Caribes de Anzoátegui  | 6  | 24 | 4  | 10 | 2  | 0  | 3  | 13 | .416 |
| Semana 8  |     |               |                        |    |    |    |    |    |    |    |    |      |
| Semana 10 | 3B  | José Castillo | Leones del Caracas     | 6  | 25 | 2  | 11 | 2  | 0  | 0  | 6  | .440 |
| Semana 11 | OF  | Álex Romero   | Tigres de Aragua       | 5  | 19 | 5  | 9  | 2  | 1  | 1  | 7  | .474 |
| Semana 12 | OF  | Jonel Pacheco | Águilas del Zulia      | 4  | 17 | 4  | 7  | 0  | 0  | 1  | 6  | .412 |

| Semana   | Pos | Jugador     | Equipo             | JJ | JG | JP | JS | IP   | H | BB | SO | EFE  |
| -------- | --- | ----------- | ------------------ | -- | -- | -- | -- | ---- | - | -- | -- | ---- |
| Semana 9 | P   | Jeff Harris | Cardenales de Lara | 2  | 2  | 0  | 0  | 14.2 | 7 | 2  | 8  | 0.61 |

### Líderes de bateo
| Departamento                 | Jugador         | Equipo                 | Cantidad |
| ---------------------------- | --------------- | ---------------------- | -------- |
| Líder Bate                   | Marco Scutaro   | Leones del Caracas     | .367     |
| Líder de Jonrones            | Robert Pérez    | Cardenales de Lara     | 12       |
| Líder de Carreras anotadas   | Óscar Salazar   | Tiburones de La Guaira | 40       |
| Líder de Carreras impulsadas | Robert Pérez    | Cardenales de Lara     | 51       |
| Líder de Bases robadas       | Carl Loadenthal | Leones del Caracas     | 17       |
| Líder de Hits                | Robert Pérez    | Cardenales de Lara     | 73       |
| Líder de Dobles              | Frank Díaz      | Pastora de Los Llanos  | 18       |
| Líder de Triples             | Gregor Blanco   | Tiburones de La Guaira | 5        |

### Líderes de pitcheo
| Departamento              | Jugador          | Equipo                 | Cantidad |
| ------------------------- | ---------------- | ---------------------- | -------- |
| Líder de Efectividad      | Chris Begg       | Águilas del Zulia      | 1.08     |
| Líder de Ganados          | Kasey Olenberger | Pastora de Los Llanos  | 7        |
| Líder de Salvados         | Francisco Buttó  | Tigres de Aragua       | 14       |
| Líder de Ponches          | Stephen Randolph | Tiburones de La Guaira | 67       |
| Líder de Innings lanzados | Jesús Silva      | Pastora de Los Llanos  | 76.0     |

### Partidos
| Pastora de Los Llanos     | 8 - 2              | Leones del Caracas        | Universitario de Caracas                 | 12 de octubre Día de la resistencia indígena | 5:00pm | Meridiano TV |
| Tiburones de La Guaira    | 7 - 3              | Caribes de Anzoátegui     | Alfonso Chico Carrasquel                 | 12 de octubre Día de la resistencia indígena | 6:00pm |              |
| Cardenales de Lara        | 6 - 10             | Navegantes del Magallanes | José Bernardo Pérez                      | 12 de octubre Día de la resistencia indígena | 5:30pm | DAT TV       |
| Águilas del Zulia         | 8 - 7              | Tigres de Aragua          | José Pérez Colmenares                    | 12 de octubre Día de la resistencia indígena | 7:30pm |              |
| Tigres de Aragua          | 7 - 5 (12 innings) | Cardenales de Lara        | Antonio Herrera Gutiérrez                | 13 de octubre                                | 7:30pm |              |
| Tiburones de La Guaira    | 8 - 7              | Caribes de Anzoátegui     | Alfonso Chico Carrasquel                 | 13 de octubre                                | 7:30pm | Meridiano TV |
| Pastora de Los Llanos     | 1 - 8              | Navegantes del Magallanes | José Bernardo Pérez                      | 13 de octubre                                | 7:30pm | DAT TV       |
| Águilas del Zulia         | 1 - 3              | Leones del Caracas        | Universitario de Caracas                 | 13 de octubre                                | 7:30pm |              |
| Leones del Caracas        | 2 - 6              | Tigres de Aragua          | José Pérez Colmenares                    | 14 de octubre                                | 5:30pm | Meridiano TV |
| Águilas del Zulia         | 12 - 2             | Tiburones de La Guaira    | Universitario de Caracas                 | 14 de octubre                                | 7:00pm |              |
| Cardenales de Lara        | 2 - 2 Suspendido   | Pastora de Los Llanos     | Estadio Bachiller Julio Hernández Molina | 14 de octubre                                | 6:00pm | Promar TV    |
| Navegantes del Magallanes | 1 - 8              | Caribes de Anzoátegui     | Alfonso Chico Carrasquel                 | 14 de octubre                                | 6:00pm |              |
| Tigres de Aragua          | 6 - 1              | Tiburones de La Guaira    | Universitario de Caracas                 | 15 de octubre                                | 4:00pm |              |
| Águilas del Zulia         | 8 - 2              | Cardenales de Lara        | Antonio Herrera Gutiérrez                | 15 de octubre                                | 4:00pm | Promar TV    |
| Leones del Caracas        | 1 - 7              | Pastora de Los Llanos     | Estadio Bachiller Julio Hernández Molina | 15 de octubre                                | 1:00pm | Venevisión   |
| Navegantes del Magallanes | 4 - 6              | Caribes de Anzoátegui     | Alfonso Chico Carrasquel                 | 15 de octubre                                | 6:00pm |              |

| Navegantes del Magallanes | 2 - 3              | Leones del Caracas        | Universitario de Caracas                 | 16 de octubre | 7:30pm | Meridiano TV |
| Tigres de Aragua          | 1 - 0 Suspendido   | Águilas del Zulia         | Luis Aparicio "El Grande"                | 17 de octubre | 7:30pm |              |
| Caribes de Anzoátegui     | 4 - 6              | Leones del Caracas        | Universitario de Caracas                 | 17 de octubre | 7:30pm |              |
| Tiburones de La Guaira    | 3 - 5              | Navegantes del Magallanes | José Bernardo Pérez                      | 17 de octubre | 7:30pm | Meridiano TV |
| Pastora de Los Llanos     | 2 - 5              | Cardenales de Lara        | Antonio Herrera Gutiérrez                | 17 de octubre | 7:40pm | Promar TV    |
| Tigres de Aragua          | 9 - 3              | Águilas del Zulia         | Luis Aparicio "El Grande"                | 18 de octubre | 7:30pm |              |
| Tiburones de La Guaira    | 1 - 5              | Pastora de Los Llanos     | Estadio Bachiller Julio Hernández Molina | 18 de octubre | 7:30pm | ESPN         |
| Caribes de Anzoátegui     | 3 - 4 Suspendido   | Cardenales de Lara        | Antonio Herrera Gutiérrez                | 18 de octubre | 7:30pm | Promar TV    |
| Cardenales de Lara        | 3 - 9              | Tiburones de La Guaira    | Universitario de Caracas                 | 19 de octubre | 7:30pm | Meridiano TV |
| Tigres de Aragua          | 3 - 1              | Navegantes del Magallanes | José Bernardo Pérez                      | 19 de octubre | 7:30pm | DAT TV       |
| Caribes de Anzoátegui     | 5 - 1              | Pastora de Los Llanos     | Estadio Bachiller Julio Hernández Molina | 19 de octubre | 7:30pm |              |
| Cardenales de Lara        | 3 - 4 Suspendido   | Tiburones de La Guaira    | Universitario de Caracas                 | 20 de octubre | 7:30pm |              |
| Leones del Caracas        | 6 - 3 Suspendido   | Navegantes del Magallanes | José Bernardo Pérez                      | 20 de octubre | 7:30pm | Meridiano TV |
| Pastora de Los Llanos     | 4 - 5 Suspendido   | Tigres de Aragua          | José Pérez Colmenares                    | 20 de octubre | 7:30pm |              |
| Caribes de Anzoátegui     | 3 - 2 (13 innings) | Águilas del Zulia         | Luis Aparicio "El Grande"                | 20 de octubre | 7:30pm |              |
| Caribes de Anzoátegui     | 2 - 7              | Águilas del Zulia         | Luis Aparicio "El Grande"                | 21 de octubre | 5:00pm |              |
| Caribes de Anzoátegui     | 4 - 5              | Águilas del Zulia         | Luis Aparicio "El Grande"                | 21 de octubre | 8:30pm |              |
| Tigres de Aragua          | 3 - 7              | Tiburones de La Guaira    | Universitario de Caracas                 | 21 de octubre | 5:30pm | Meridiano TV |
| Cardenales de Lara        | 3 - 4              | Navegantes del Magallanes | José Bernardo Pérez                      | 21 de octubre | 5:30pm | DAT TV       |
| Pastora de Los Llanos     | 0 - 9              | Leones del Caracas        | Universitario de Caracas                 | 21 de octubre | 6:00pm |              |
| Tiburones de La Guaira    | 8 - 4              | Leones del Caracas        | Universitario de Caracas                 | 22 de octubre | 4:00pm |              |
| Caribes de Anzoátegui     | 5 - 0 (10 innings) | Águilas del Zulia         | Luis Aparicio "El Grande"                | 22 de octubre | 4:00pm |              |
| Navegantes del Magallanes | 7 - 4              | Cardenales de Lara        | Antonio Herrera Gutiérrez                | 22 de octubre | 1:00pm | Venevisión   |
| Tigres de Aragua          | 1 - 3              | Pastora de Los Llanos     | Estadio Bachiller Julio Hernández Molina | 22 de octubre | 6:00pm |              |

| Tigres de Aragua          | 3 - 2              | Tiburones de La Guaira    | Universitario de Caracas                 | 24 de octubre | 7:30pm |              |
| Leones del Caracas        | 6 - 3              | Caribes de Anzoátegui     | Alfonso Chico Carrasquel                 | 24 de octubre | 7:30pm |              |
| Águilas del Zulia         | 4 - 3              | Cardenales de Lara        | Antonio Herrera Gutiérrez                | 24 de octubre | 7:30pm | Promar TV    |
| Leones del Caracas        | 1 - 0              | Caribes de Anzoátegui     | Alfonso Chico Carrasquel                 | 25 de octubre | 7:30pm | ESPN         |
| Pastora de Los Llanos     | 3 - 5              | Cardenales de Lara        | Antonio Herrera Gutiérrez                | 25 de octubre | 7:30pm | Promar TV    |
| Águilas del Zulia         | 7 - 2              | Navegantes del Magallanes | José Bernardo Pérez                      | 25 de octubre | 7:30pm | DAT TV       |
| Tiburones de La Guaira    | 15 - 1             | Pastora de Los Llanos     | Estadio Bachiller Julio Hernández Molina | 26 de octubre | 7:30pm |              |
| Navegantes del Magallanes | 3 - 10             | Tigres de Aragua          | José Pérez Colmenares                    | 26 de octubre | 7:30pm |              |
| Águilas del Zulia         | 5 - 15             | Leones del Caracas        | Universitario de Caracas                 | 26 de octubre | 7:30pm |              |
| Tigres de Aragua          | 10 - 6             | Leones del Caracas        | Universitario de Caracas                 | 27 de octubre | 7:30pm |              |
| Tiburones de La Guaira    | 8 - 3              | Cardenales de Lara        | Antonio Herrera Gutiérrez                | 27 de octubre | 7:30pm | Meridiano TV |
| Pastora de Los Llanos     | 6 - 1              | Navegantes del Magallanes | José Bernardo Pérez                      | 27 de octubre | 7:30pm | DAT TV       |
| Águilas del Zulia         | 3 - 7              | Caribes de Anzoátegui     | Alfonso Chico Carrasquel                 | 27 de octubre | 7:30pm |              |
| Águilas del Zulia         | 3 - 4              | Caribes de Anzoátegui     | Enzo Hernández                           | 28 de octubre | 5:00pm |              |
| Águilas del Zulia         | 3 - 1              | Caribes de Anzoátegui     | Enzo Hernández                           | 28 de octubre | 8:30pm |              |
| Leones del Caracas        | 6 - 7              | Cardenales de Lara        | Antonio Herrera Gutiérrez                | 28 de octubre | 4:00pm | Meridiano TV |
| Pastora de Los Llanos     | 1 - 5              | Tigres de Aragua          | José Pérez Colmenares                    | 28 de octubre | 5:30pm |              |
| Tiburones de La Guaira    | 6 - 0              | Navegantes del Magallanes | José Bernardo Pérez                      | 28 de octubre | 5:30pm |              |
| Tiburones de La Guaira    | 9 - 5              | Tigres de Aragua          | José Pérez Colmenares                    | 29 de octubre | 1:00pm |              |
| Leones del Caracas        | 2 - 3 (11 innings) | Navegantes del Magallanes | José Bernardo Pérez                      | 29 de octubre | 5:30pm | Venevisión   |
| Cardenales de Lara        | 4 - 1              | Pastora de los Llanos     | Estadio Bachiller Julio Hernández Molina | 29 de octubre | 5:00pm | Promar TV    |
| Cardenales de Lara        | 13 - 5             | Pastora de los Llanos     | Estadio Bachiller Julio Hernández Molina | 29 de octubre | 8:30pm | Promar TV    |
| Águilas del Zulia         | 0 - 8              | Caribes de Anzoátegui     | Alfonso Chico Carrasquel                 | 29 de octubre | 6:00pm |              |

| Tiburones de La Guaira    | 1 - 7              | Navegantes del Magallanes | José Bernardo Pérez                      | 31 de octubre                     | 7:30pm | DAT TV       |
| Cardenales de Lara        | 9 - 11             | Tigres de Aragua          | José Pérez Colmenares                    | 31 de octubre                     | 7:30pm | Meridiano TV |
| Pastora de Los Llanos     | 3 - 4 (13 innings) | Águilas del Zulia         | Luis Aparicio "El Grande"                | 31 de octubre                     | 7:30pm |              |
| Caribes de Anzoátegui     | 9 - 6              | Leones del Caracas        | Universitario de Caracas                 | 31 de octubre                     | 7:30pm |              |
| Leones del Caracas        | 3 - 5              | Cardenales de Lara        | Antonio Herrera Gutiérrez                | 1 de noviembre                    | 7:30pm | Promar TV    |
| Pastora de Los Llanos     | 4 - 11             | Águilas del Zulia         | Luis Aparicio "El Grande"                | 1 de noviembre                    | 7:30pm | ESPN         |
| Navegantes del Magallanes | 2 - 0              | Tigres de Aragua          | José Pérez Colmenares                    | 1 de noviembre                    | 7:30pm | DAT TV       |
| Caribes de Anzoátegui     | 2 - 3 (10 innings) | Tiburones de La Guaira    | Universitario de Caracas                 | 1 de noviembre                    | 7:30pm |              |
| Tigres de Aragua          | 3 - 5              | Navegantes del Magallanes | José Bernardo Pérez                      | 2 de noviembre Día de los Muertos | 7:30pm | DAT TV       |
| Leones del Caracas        | 5 - 11             | Pastora de Los Llanos     | Estadio Bachiller Julio Hernández Molina | 2 de noviembre Día de los Muertos | 7:30pm | Meridiano TV |
| Caribes de Anzoátegui     | 9 - 6              | Cardenales de Lara        | Antonio Herrera Gutiérrez                | 2 de noviembre Día de los Muertos | 7:30pm | Promar TV    |
| Tigres de Aragua          | 4 - 6              | Tiburones de La Guaira    | Universitario de Caracas                 | 3 de noviembre                    | 7:30pm |              |
| Cardenales de Lara        | 3 - 4              | Águilas del Zulia         | Luis Aparicio "El Grande"                | 3 de noviembre                    | 7:30pm |              |
| Navegantes del Magallanes | 4 - 3              | Leones del Caracas        | Universitario de Caracas                 | 3 de noviembre                    | 7:30pm | Venevisión   |
| Caribes de Anzoátegui     | 0 - 3              | Pastora de Los Llanos     | Estadio Bachiller Julio Hernández Molina | 3 de noviembre                    | 7:30pm |              |
| Cardenales de Lara        | 7 - 3              | Águilas del Zulia         | Luis Aparicio "El Grande"                | 4 de noviembre                    | 5:30pm | Promar TV    |
| Caribes de Anzoátegui     | 5 - 6              | Navegantes del Magallanes | José Bernardo Pérez                      | 4 de noviembre                    | 5:30pm | DAT TV       |
| Leones del Caracas        | 7 - 13             | Tiburones de La Guaira    | Universitario de Caracas                 | 4 de noviembre                    | 6:00pm | Meridiano TV |
| Tigres de Aragua          | 9 - 1              | Pastora de Los Llanos     | Estadio Bachiller Julio Hernández Molina | 4 de noviembre                    | 6:00pm |              |
| Cardenales de Lara        | 2 - 7              | Águilas del Zulia         | Luis Aparicio "El Grande"                | 5 de noviembre                    | 1:30pm | Venevisión   |
| Pastora de Los Llanos     | 6 - 13             | Tigres de Aragua          | José Pérez Colmenares                    | 5 de noviembre                    | 4:00pm |              |
| Caribes de Anzoátegui     | 5 - 1              | Leones del Caracas        | Universitario de Caracas                 | 5 de noviembre                    | 4:00pm |              |
| Tiburones de La Guaira    | 5 - 7              | Navegantes del Magallanes | José Bernardo Pérez                      | 5 de noviembre                    | 5:30pm | DAT TV       |

| Tigres de Aragua          | 5 - 3              | Caribes de Anzoátegui     | Alfonso Chico Carrasquel                 | 7 de noviembre  | 7:30pm |              |
| Tiburones de La Guaira    | 4 - 6              | Cardenales de Lara        | Antonio Herrera Gutiérrez                | 7 de noviembre  | 7:30pm | Promar TV    |
| Navegantes del Magallanes | 9 - 3              | Leones del Caracas        | Universitario de Caracas                 | 7 de noviembre  | 7:30pm | Meridiano TV |
| Águilas del Zulia         | 15 - 4             | Pastora de Los Llanos     | Estadio Bachiller Julio Hernández Molina | 7 de noviembre  | 7:30pm |              |
| Tigres de Aragua          | 0 - 3              | Caribes de Anzoátegui     | Alfonso Chico Carrasquel                 | 8 de noviembre  | 7:30pm |              |
| Tiburones de La Guaira    | 2 - 0              | Pastora de Los Llanos     | Estadio Bachiller Julio Hernández Molina | 8 de noviembre  | 7:30pm | ESPN         |
| Cardenales de Lara        | 5 - 6              | Navegantes del Magallanes | José Bernardo Pérez                      | 8 de noviembre  | 7:30pm | DAT TV       |
| Águilas del Zulia         | 7 - 6              | Leones del Caracas        | Universitario de Caracas                 | 8 de noviembre  | 7:30pm |              |
| Leones del Caracas        | 10 - 4             | Navegantes del Magallanes | José Bernardo Pérez                      | 9 de noviembre  | 7:30pm | Venevisión   |
| Pastora de Los Llanos     | 9 - 1              | Tiburones de La Guaira    | Universitario de Caracas                 | 9 de noviembre  | 7:30pm |              |
| Águilas del Zulia         | 9 - 8 (10 innings) | Tigres de Aragua          | José Pérez Colmenares                    | 9 de noviembre  | 7:30pm |              |
| Leones del Caracas        | 1 - 4              | Tigres de Aragua          | José Pérez Colmenares                    | 10 de noviembre | 7:30pm |              |
| Navegantes del Magallanes | 3 - 8              | Cardenales de Lara        | Antonio Herrera Gutiérrez                | 10 de noviembre | 7:30pm | Meridiano TV |
| Pastora de Los Llanos     | 5 - 6              | Caribes de Anzoátegui     | Alfonso Chico Carrasquel                 | 10 de noviembre | 7:30pm |              |
| Tiburones de La Guaira    | 9 - 6              | Águilas del Zulia         | Luis Aparicio "El Grande"                | 10 de noviembre | 7:30pm |              |
| Pastora de Los Llanos     | 5 - 8              | Caribes de Anzoátegui     | Enzo Hernández                           | 11 de noviembre | 5:00pm |              |
| Pastora de Los Llanos     | 6 - 0              | Caribes de Anzoátegui     | Enzo Hernández                           | 11 de noviembre | 8:30pm |              |
| Tigres de Aragua          | 4 - 2              | Cardenales de Lara        | Antonio Herrera Gutiérrez                | 11 de noviembre | 5:30pm | Promar TV    |
| Águilas del Zulia         | 7 - 3              | Navegantes del Magallanes | José Bernardo Pérez                      | 11 de noviembre | 5:30pm | Meridiano TV |
| Tiburones de La Guaira    | 3 - 2              | Leones del Caracas        | Universitario de Caracas                 | 11 de noviembre | 6:00pm |              |
| Leones del Caracas        | 7 - 8 (10 innings) | Tiburones de La Guaira    | Universitario de Caracas                 | 11 de noviembre | 1:00pm |              |
| Navegantes del Magallanes | 6 - 1              | Tigres de Aragua          | José Pérez Colmenares                    | 11 de noviembre | 1:00pm | Venevisión   |
| Águilas del Zulia         | 6 - 10             | Cardenales de Lara        | Antonio Herrera Gutiérrez                | 11 de noviembre | 4:00pm | Promar TV    |
| Pastora de Los Llanos     | 5 - 2              | Caribes de Anzoátegui     | Alfonso Chico Carrasquel                 | 11 de noviembre | 6:00pm |              |

| Tigres de Aragua          | 3 - 1              | Navegantes del Magallanes | José Bernardo Pérez                      | 14 de noviembre | 7:30pm  | DAT TV       |
| Leones del Caracas        | 5 - 2              | Cardenales de Lara        | Antonio Herrera Gutiérrez                | 14 de noviembre | 7:30pm  | Meridiano TV |
| Cardenales de Lara        | 5 - 9              | Tigres de Aragua          | José Pérez Colmenares                    | 15 de noviembre | 7:30pm  |              |
| Leones del Caracas        | 2 - 6              | Águilas del Zulia         | Luis Aparicio "El Grande"                | 15 de noviembre | 7:30pm  |              |
| Navegantes del Magallanes | 1 - 3              | Pastora de Los Llanos     | Estadio Bachiller Julio Hernández Molina | 15 de noviembre | 7:30pm  |              |
| Caribes de Anzoátegui     | 6 - 7 (10 innings) | Tiburones de La Guaira    | Universitario de Caracas                 | 15 de noviembre | 7:30pm  | ESPN         |
| Tigres de Aragua          | 6 - 2              | Cardenales de Lara        | Antonio Herrera Gutiérrez                | 16 de noviembre | 7:30pm  | Promar TV    |
| Leones del Caracas        | 8 - 5              | Águilas del Zulia         | Luis Aparicio "El Grande"                | 16 de noviembre | 7:30pm  | Meridiano TV |
| Tiburones de La Guaira    | 6 - 5              | Navegantes del Magallanes | José Bernardo Pérez                      | 16 de noviembre | 7:30pm  | DAT TV       |
| Caribes de Anzoátegui     | 3 - 8              | Pastora de Los Llanos     | Estadio Bachiller Julio Hernández Molina | 16 de noviembre | 7:30pm  |              |
| Caribes de Anzoátegui     | 1 - 2              | Cardenales de Lara        | Antonio Herrera Gutiérrez                | 17 de noviembre | 5:30pm  | Promar TV    |
| Caribes de Anzoátegui     | 3 - 4              | Cardenales de Lara        | Antonio Herrera Gutiérrez                | 17 de noviembre | 8:30pm  | Promar TV    |
| Tigres de Aragua          | 0 - 1              | Águilas del Zulia         | Luis Aparicio "El Grande"                | 17 de noviembre | 7:30pm  | Meridiano TV |
| Tiburones de La Guaira    | 7 - 10             | Leones del Caracas        | Universitario de Caracas                 | 17 de noviembre | 7:30pm  |              |
| Pastora de Los Llanos     | 8 - 5              | Navegantes del Magallanes | Independencia                            | 17 de noviembre | 7:30pm  |              |
| Tigres de Aragua          | 2 - 5              | Águilas del Zulia         | Luis Aparicio "El Grande"                | 18 de noviembre | 11:50am | Venevisión   |
| Leones del Caracas        | 0 - 5              | Navegantes del Magallanes | José Bernardo Pérez                      | 18 de noviembre | 6:00pm  | Meridiano TV |
| Pastora de Los Llanos     | 5 - 3              | Cardenales de Lara        | Antonio Herrera Gutiérrez                | 18 de noviembre | 5:30pm  | Promar TV    |
| Caribes de Anzoátegui     | 4 - 6              | Tiburones de La Guaira    | Universitario de Caracas                 | 18 de noviembre | 6:00pm  |              |
| Tigres de Aragua          | 1 - 0              | Águilas del Zulia         | Luis Aparicio "El Grande"                | 19 de noviembre | 11:30pm |              |
| Tigres de Aragua          | 3 - 2              | Águilas del Zulia         | Luis Aparicio "El Grande"                | 19 de noviembre | 2:00pm  |              |
| Caribes de Anzoátegui     | 5 - 3              | Leones del Caracas        | Universitario de Caracas                 | 19 de noviembre | 4:00pm  |              |
| Tiburones de La Guaira    | 3 - 5              | Navegantes del Magallanes | José Bernardo Pérez                      | 19 de noviembre | 5:30pm  | DAT TV       |
| Cardenales de Lara        | 8 - 2              | Pastora de Los Llanos     | Estadio Bachiller Julio Hernández Molina | 19 de noviembre | 1:00pm  | Venevisión   |

| Tiburones de La Guaira    | 14 - 7 | Caribes de Anzoátegui     | Alfonso Chico Carrasquel                 | 21 de noviembre | 7:30pm |              |
| Cardenales de Lara        | 2 - 0  | Tigres de Aragua          | José Pérez Colmenares                    | 21 de noviembre | 7:30pm |              |
| Navegantes del Magallanes | 7 - 8  | Leones del Caracas        | Universitario de Caracas                 | 21 de noviembre | 7:30pm | Meridiano TV |
| Tigres de Aragua          | 2 - 3  | Leones del Caracas        | Universitario de Caracas                 | 22 de noviembre | 7:30pm |              |
| Tiburones de La Guaira    | 2 - 5  | Caribes de Anzoátegui     | Alfonso Chico Carrasquel                 | 22 de noviembre | 7:30pm | ESPN         |
| Águilas del Zulia         | 3 - 6  | Pastora de Los Llanos     | Estadio Bachiller Julio Hernández Molina | 22 de noviembre | 7:30pm |              |
| Tigres de Aragua          | 0 - 1  | Pastora de Los Llanos     | Estadio Bachiller Julio Hernández Molina | 23 de noviembre | 7:30pm |              |
| Tiburones de La Guaira    | 12 - 9 | Caribes de Anzoátegui     | Enzo Hernández                           | 23 de noviembre | 7:30pm | Meridiano TV |
| Navegantes del Magallanes | 2 - 0  | Cardenales de Lara        | Antonio Herrera Gutiérrez                | 23 de noviembre | 7:30pm | Promar TV    |
| Águilas del Zulia         | 6 - 1  | Leones del Caracas        | Universitario de Caracas                 | 23 de noviembre | 7:30pm |              |
| Tigres de Aragua          | 4 - 1  | Navegantes del Magallanes | José Bernardo Pérez                      | 24 de noviembre | 7:30pm |              |
| Cardenales de Lara        | 0 - 2  | Pastora de Los Llanos     | Estadio Bachiller Julio Hernández Molina | 24 de noviembre | 7:30pm | Promar TV    |
| Leones del Caracas        | 13 - 6 | Caribes de Anzoátegui     | Alfonso Chico Carrasquel                 | 24 de noviembre | 7:30pm | Meridiano TV |
| Águilas del Zulia         | 8 - 21 | Tiburones de La Guaira    | Universitario de Caracas                 | 24 de noviembre | 7:30pm |              |
| Cardenales de Lara        | 0 - 1  | Tigres de Aragua          | José Pérez Colmenares                    | 25 de noviembre | 5:30pm |              |
| Águilas del Zulia         | 3 - 5  | Navegantes del Magallanes | José Bernardo Pérez                      | 25 de noviembre | 5:30pm |              |
| Leones del Caracas        | 4 - 5  | Caribes de Anzoátegui     | Alfonso Chico Carrasquel                 | 25 de noviembre | 6:00pm | Meridiano TV |
| Pastora de Los Llanos     | 3 - 4  | Tiburones de La Guaira    | Universitario de Caracas                 | 25 de noviembre | 6:00pm |              |
| Pastora de Los Llanos     | 0 - 3  | Tigres de Aragua          | José Pérez Colmenares                    | 26 de noviembre | 4:00pm |              |
| Navegantes del Magallanes | 2 - 0  | Tiburones de La Guaira    | Universitario de Caracas                 | 26 de noviembre | 1:00pm | Venevisión   |
| Águilas del Zulia         | 1 - 5  | Cardenales de Lara        | Antonio Herrera Gutiérrez                | 26 de noviembre | 4:00pm | Promar TV    |
| Leones del Caracas        | 14 - 6 | Caribes de Anzoátegui     | Alfonso Chico Carrasquel                 | 26 de noviembre | 6:00pm |              |

| Tiburones de La Guaira    | 1 - 8 | Águilas del Zulia         | Luis Aparicio "El Grande"                | 29 de noviembre | 7:30pm | ESPN         |
| Pastora de Los Llanos     | 3 - 4 | Cardenales de Lara        | Antonio Herrera Gutiérrez                | 29 de noviembre | 7:30pm | Promar TV    |
| Caribes de Anzoátegui     | 1 - 3 | Tigres de Aragua          | José Pérez Colmenares                    | 29 de noviembre | 7:30pm |              |
| Tigres de Aragua          | 1 - 0 | Pastora de los Llanos     | Estadio Bachiller Julio Hernández Molina | 30 de noviembre | 7:30pm | Meridiano TV |
| Tiburones de La Guaira    | 0 - 1 | Águilas del Zulia         | Luis Aparicio "El Grande"                | 30 de noviembre | 7:30pm |              |
| Cardenales de Lara        | 3 - 7 | Leones del Caracas        | Universitario de Caracas                 | 30 de noviembre | 7:30pm |              |
| Caribes de Anzoátegui     | 2 - 3 | Navegantes del Magallanes | José Bernardo Pérez                      | 30 de noviembre | 7:30pm | DAT TV       |
| Cardenales de Lara        | 3 - 5 | Tiburones de La Guaira    | Universitario de Caracas                 | 1 de diciembre  | 7:30pm |              |
| Leones del Caracas        | 0 - 8 | Tigres de Aragua          | José Pérez Colmenares                    | 1 de diciembre  | 7:30pm | Meridiano TV |
| Navegantes del Magallanes | 0 - 4 | Águilas del Zulia         | Luis Aparicio "El Grande"                | 1 de diciembre  | 7:30pm |              |
| Caribes de Anzoátegui     | 1 - 6 | Pastora de Los Llanos     | Estadio Bachiller Julio Hernández Molina | 1 de diciembre  | 7:30pm |              |
| Tiburones de La Guaira    | 4 - 3 | Tigres de Aragua          | José Pérez Colmenares                    | 2 de diciembre  | 5:30pm |              |
| Navegantes del Magallanes | 3 - 1 | Águilas del Zulia         | Luis Aparicio "El Grande"                | 2 de diciembre  | 1:30pm |              |
| Cardenales de Lara        | 6 - 7 | Leones del Caracas        | Universitario de Caracas                 | 2 de diciembre  | 4:00pm | Meridiano TV |

| Tigres de Aragua          | 6 - 2              | Caribes de Anzoátegui     | Alfonso Chico Carrasquel                 | 5 de diciembre  | 7:30pm |              |
| Leones del Caracas        | 6 - 5              | Pastora de Los Llanos     | Estadio Bachiller Julio Hernández Molina | 5 de diciembre  | 7:30pm | Meridiano TV |
| Navegantes del Magallanes | 4 - 3              | Tiburones de La Guaira    | Universitario de Caracas                 | 5 de diciembre  | 7:30pm |              |
| Águilas del Zulia         | 1 - 3              | Cardenales de Lara        | Antonio Herrera Gutiérrez                | 5 de diciembre  | 7:30pm | Promar TV    |
| Tigres de Aragua          | 6 - 4              | Caribes de Anzoátegui     | Alfonso Chico Carrasquel                 | 6 de diciembre  | 7:30pm | ESPN         |
| Pastora de Los Llanos     | 1 - 2 (11 innings) | Cardenales de Lara        | Antonio Herrera Gutiérrez                | 6 de diciembre  | 7:30pm | Promar TV    |
| Águilas del Zulia         | 8 - 15             | Tiburones de La Guaira    | Universitario de Caracas                 | 6 de diciembre  | 7:30pm |              |
| Leones del Caracas        | 6 - 3              | Navegantes del Magallanes | José Bernardo Pérez                      | 6 de diciembre  | 7:30pm | Venevisión   |
| Cardenales de Lara        | 3 - 4              | Leones del Caracas        | Universitario de Caracas                 | 7 de diciembre  | 7:30pm |              |
| Pastora de Los Llanos     | 8 - 2              | Navegantes del Magallanes | Metropolitano de San Cristóbal           | 7 de diciembre  | 7:30pm | DAT TV       |
| Águilas del Zulia         | 7 - 2              | Tigres de Aragua          | José Pérez Colmenares                    | 7 de diciembre  | 7:30pm | Meridiano TV |
| Cardenales de Lara        | 2 - 1              | Caribes de Anzoátegui     | Alfonso Chico Carrasquel                 | 8 de diciembre  | 7:30pm |              |
| Leones del Caracas        | 6 - 5              | Tiburones de La Guaira    | Universitario de Caracas                 | 8 de diciembre  | 7:30pm | Meridiano TV |
| Navegantes del Magallanes | 2 - 1              | Pastora de Los Llanos     | Estadio Bachiller Julio Hernández Molina | 8 de diciembre  | 7:30pm |              |
| Águilas del Zulia         | 3 - 5              | Tigres de Aragua          | José Pérez Colmenares                    | 8 de diciembre  | 7:30pm |              |
| Cardenales de Lara        | 6 - 1              | Caribes de Anzoátegui     | Enzo Hernández                           | 9 de diciembre  | 5:00pm | Promar TV    |
| Cardenales de Lara        | 4 - 0              | Caribes de Anzoátegui     | Enzo Hernández                           | 9 de diciembre  | 8:30pm | Promar TV    |
| Pastora de Los Llanos     | 3 - 15             | Tigres de Aragua          | José Pérez Colmenares                    | 9 de diciembre  | 5:30pm |              |
| Águilas del Zulia         | 7 - 8              | Navegantes del Magallanes | José Bernardo Pérez                      | 9 de diciembre  | 6:00pm | Meridiano TV |
| Tiburones de La Guaira    | 9 - 1              | Leones del Caracas        | Universitario de Caracas                 | 9 de diciembre  | 6:00pm |              |
| Tigres de Aragua          | 2 - 4              | Leones del Caracas        | Universitario de Caracas                 | 10 de diciembre | 4:30pm |              |
| Tiburones de La Guaira    | 2 - 6              | Navegantes del Magallanes | José Bernardo Pérez                      | 10 de diciembre | 5:30pm |              |
| Cardenales de Lara        | 8 - 2              | Caribes de Anzoátegui     | Alfonso Chico Carrasquel                 | 10 de diciembre | 6:00pm | Venevisión   |
| Águilas del Zulia         | 6 - 1              | Pastora de Los Llanos     | Estadio Bachiller Julio Hernández Molina | 10 de diciembre | 6:00pm |              |

| Occidentales | 6 - 1 | Orientales | Universitario de Caracas | 11 de diciembre | 7:30pm | Meridiano TV |

| Tigres de Aragua          | 1 - 2  | Pastora de Los Llanos     | Estadio Bachiller Julio Hernández Molina | 12 de diciembre | 7:30pm |                         |
| Leones del Caracas        | 4 - 6  | Águilas del Zulia         | Luis Aparicio "El Grande"                | 12 de diciembre | 7:30pm | Meridiano TV            |
| Navegantes del Magallanes | 6 - 2  | Tiburones de La Guaira    | Universitario de Caracas                 | 12 de diciembre | 7:30pm |                         |
| Tigres de Aragua          | 6 - 1  | Navegantes del Magallanes | José Bernardo Pérez                      | 13 de diciembre | 7:30pm | ESPN                    |
| Cardenales de Lara        | 3 - 1  | Pastora de Los Llanos     | Estadio Bachiller Julio Hernández Molina | 13 de diciembre | 7:30pm | Promar TV               |
| Leones del Caracas        | 1 - 2  | Águilas del Zulia         | Luis Aparicio "El Grande"                | 13 de diciembre | 7:30pm |                         |
| Caribes de Anzoátegui     | 8 - 7  | Tiburones de La Guaira    | Universitario de Caracas                 | 13 de diciembre | 7:30pm |                         |
| Navegantes del Magallanes | 6 - 5  | Leones del Caracas        | Universitario de Caracas                 | 14 de diciembre | 7:30pm | Venevisión              |
| Caribes de Anzoátegui     | 6 - 4  | Cardenales de Lara        | Antonio Herrera Gutiérrez                | 14 de diciembre | 7:30pm | Promar TV               |
| Tiburones de La Guaira    | 7 - 4  | Leones del Caracas        | Universitario de Caracas                 | 15 de diciembre | 7:30pm | Meridiano TV            |
| Cardenales de Lara        | 0 - 2  | Tigres de Aragua          | José Pérez Colmenares                    | 15 de diciembre | 7:30pm |                         |
| Pastora de Los Llanos     | 2 - 7  | Águilas del Zulia         | Luis Aparicio "El Grande"                | 15 de diciembre | 7:30pm |                         |
| Caribes de Anzoátegui     | 6 - 3  | Navegantes del Magallanes | Independencia                            | 15 de diciembre | 7:30pm | DAT TV                  |
| Tigres de Aragua          | 0 - 5  | Cardenales de Lara        | Antonio Herrera Gutiérrez                | 16 de diciembre | 5:30pm | Promar TV               |
| Leones del Caracas        | 6 - 4  | Navegantes del Magallanes | José Bernardo Pérez                      | 16 de diciembre | 6:00pm | Meridiano TV Venevisión |
| Pastora de Los Llanos     | 3 - 0  | Águilas del Zulia         | Luis Aparicio "El Grande"                | 16 de diciembre | 5:30pm |                         |
| Caribes de Anzoátegui     | 1 - 12 | Tiburones de La Guaira    | Universitario de Caracas                 | 16 de diciembre | 6:00pm |                         |
| Leones del Caracas        | 4 - 3  | Tiburones de La Guaira    | Universitario de Caracas                 | 17 de diciembre | 1:00pm | Venevisión              |
| Pastora de Los Llanos     | 8 - 9  | Águilas del Zulia         | Luis Aparicio "El Grande"                | 17 de diciembre | 4:00pm |                         |
| Navegantes del Magallanes | 6 - 5  | Cardenales de Lara        | Antonio Herrera Gutiérrez                | 17 de diciembre | 6:00pm | Venevisión Promar TV    |
| Caribes de Anzoátegui     | 5 - 6  | Tigres de Aragua          | José Pérez Colmenares                    | 17 de diciembre | 4:00pm |                         |

| Tigres de Aragua          | 2 - 5  | Tiburones de La Guaira    | Universitario de Caracas                 | 18 de diciembre | 7:30pm | Meridiano TV |
| Cardenales de Lara        | 1 - 8  | Leones del Caracas        | Universitario de Caracas                 | 19 de diciembre | 7:30pm |              |
| Navegantes del Magallanes | 1 - 5  | Caribes de Anzoátegui     | Alfonso Chico Carrasquel                 | 19 de diciembre | 7:30pm | Venevisión   |
| Águilas del Zulia         | 10 - 3 | Pastora de Los Llanos     | Estadio Bachiller Julio Hernández Molina | 19 de diciembre | 7:30pm | Meridiano TV |
| Cardenales de Lara        | 3 - 0  | Tiburones de La Guaira    | Universitario de Caracas                 | 20 de diciembre | 5:00pm |              |
| Cardenales de Lara        | 3 - 4  | Tiburones de La Guaira    | Universitario de Caracas                 | 20 de diciembre | 8:30pm |              |
| Leones del Caracas        | 4 - 1  | Pastora de Los Llanos     | Estadio Bachiller Julio Hernández Molina | 20 de diciembre | 7:30pm | ESPN         |
| Navegantes del Magallanes | 4 - 12 | Caribes de Anzoátegui     | Alfonso Chico Carrasquel                 | 20 de diciembre | 7:30pm |              |
| Águilas del Zulia         | 0 - 11 | Tigres de Aragua          | José Pérez Colmenares                    | 20 de diciembre | 7:30pm |              |
| Tigres de Aragua          | 0 - 1  | Leones del Caracas        | Universitario de Caracas                 | 21 de diciembre | 7:30pm |              |
| Tiburones de La Guaira    | 9 - 3  | Cardenales de Lara        | Antonio Herrera Gutiérrez                | 21 de diciembre | 7:30pm | Meridiano TV |
| Navegantes del Magallanes | 1 - 3  | Caribes de Anzoátegui     | Nueva Esparta                            | 21 de diciembre | 7:30pm |              |
| Águilas del Zulia         | 3 - 4  | Pastora de Los Llanos     | Estadio Bachiller Julio Hernández Molina | 21 de diciembre | 7:30pm |              |
| Tiburones de La Guaira    | 6 - 7  | Águilas del Zulia         | Luis Aparicio "El Grande"                | 22 de diciembre | 7:30pm |              |
| Cardenales de Lara        | 3 - 2  | Navegantes del Magallanes | José Bernardo Pérez                      | 22 de diciembre | 7:30pm | Meridiano TV |
| Pastora de Los Llanos     | 6 - 7  | Leones del Caracas        | Universitario de Caracas                 | 22 de diciembre | 7:30pm |              |
| Caribes de Anzoátegui     | 6 - 5  | Tigres de Aragua          | José Pérez Colmenares                    | 22 de diciembre | 7:30pm |              |
| Tigres de Aragua          | 10 - 7 | Cardenales de Lara        | Antonio Herrera Gutiérrez                | 23 de diciembre | 4:30pm | Promar TV    |
| Tiburones de La Guaira    | 4 - 5  | Águilas del Zulia         | Luis Aparicio "El Grande"                | 23 de diciembre | 1:30pm |              |
| Caribes de Anzoátegui     | 5 - 3  | Navegantes del Magallanes | José Bernardo Pérez                      | 23 de diciembre | 1:00pm | Meridiano TV |
| Pastora de Los Llanos     | 10 - 2 | Leones del Caracas        | Universitario de Caracas                 | 23 de diciembre | 1:00pm | Venevisión   |

| Tiburones de La Guaira    | 3 - 17 | Cardenales de Lara        | Antonio Herrera Gutiérrez                | 26 de diciembre                             | 7:30pm | Meridiano TV   |
| Navegantes del Magallanes | 7 - 5  | Águilas del Zulia         | Luis Aparicio "El Grande"                | 26 de diciembre                             | 7:30pm |                |
| Tiburones de La Guaira    | 3 - 4  | Pastora de Los Llanos     | Estadio Bachiller Julio Hernández Molina | 27 de diciembre                             | 7:30pm |                |
| Leones del Caracas        | 0 - 5  | Cardenales de Lara        | Antonio Herrera Gutiérrez                | 27 de diciembre                             | 7:30pm | ESPN Promar TV |
| Navegantes del Magallanes | 0 - 7  | Águilas del Zulia         | Luis Aparicio "El Grande"                | 27 de diciembre                             | 7:30pm |                |
| Caribes de Anzoátegui     | 3 - 4  | Tigres de Aragua          | José Pérez Colmenares                    | 27 de diciembre                             | 7:30pm |                |
| Cardenales de Lara        | 2 - 4  | Águilas del Zulia         | Luis Aparicio "El Grande"                | 28 de diciembre Día de los Santos Inocentes | 7:30pm |                |
| Leones del Caracas        | 1 - 6  | Tigres de Aragua          | José Pérez Colmenares                    | 28 de diciembre Día de los Santos Inocentes | 7:30pm |                |
| Pastora de Los Llanos     | 3 - 5  | Tiburones de La Guaira    | Universitario de Caracas                 | 28 de diciembre Día de los Santos Inocentes | 7:30pm |                |
| Caribes de Anzoátegui     | 4 - 0  | Navegantes del Magallanes | José Bernardo Pérez                      | 28 de diciembre Día de los Santos Inocentes | 7:30pm | Meridiano TV   |
| Tiburones de La Guaira    | 3 - 5  | Tigres de Aragua          | José Pérez Colmenares                    | 29 de diciembre                             | 7:30pm |                |
| Cardenales de Lara        | 2 - 1  | Águilas del Zulia         | Luis Aparicio "El Grande"                | 29 de diciembre                             | 5:00pm |                |
| Pastora de Los Llanos     | 5 - 9  | Navegantes del Magallanes | José Bernardo Pérez                      | 29 de diciembre                             | 5:30pm | Meridiano TV   |
| Caribes de Anzoátegui     | 4 - 6  | Leones del Caracas        | Universitario de Caracas                 | 29 de diciembre                             | 7:30pm |                |
| Leones del Caracas        | 2 - 5  | Tiburones de La Guaira    | Universitario de Caracas                 | 30 de diciembre                             | 1:00pm | Meridiano TV   |
| Navegantes del Magallanes | 8 - 7  | Pastora de Los Llanos     | Estadio Bachiller Julio Hernández Molina | 30 de diciembre                             | 3:00pm |                |

## Round Robin
| Pos | Equipo                    | J  | G  | P  | AVE. | V | Racha |
| --- | ------------------------- | -- | -- | -- | ---- | - | ----- |
| 1   | Navegantes del Magallanes | 16 | 12 | 4  | .750 | - | 2P    |
| 2   | Tigres de Aragua          | 16 | 11 | 5  | .688 | 1 | 3G    |
| 3   | Águilas del Zulia         | 16 | 8  | 8  | .500 | 4 | 2G    |
| 4   | Cardenales de Lara        | 16 | 6  | 10 | .375 | 6 | 1G    |
| 5   | Leones del Caracas        | 16 | 3  | 13 | .188 | 9 | 4P    |

|  | Clasificó a la Final de Liga |
|  | Quedó eliminado              |

### Partidos
| Leones del Caracas        | 3 - 4   | Navegantes del Magallanes | José Bernardo Pérez       | 2 de enero | 7:30pm | Venevisión   | Cardenales de Lara        |
| Águilas del Zulia         | 2 - 12  | Tigres de Aragua          | José Pérez Colmenares     | 2 de enero | 7:30pm | Meridiano TV | Cardenales de Lara        |
| Cardenales de Lara        | 2 - 4   | Tigres de Aragua          | José Pérez Colmenares     | 3 de enero | 7:30pm | Venevisión   | Leones del Caracas        |
| Águilas del Zulia         | 4 - 6   | Navegantes del Magallanes | José Bernardo Pérez       | 3 de enero | 7:30pm | Meridiano TV | Leones del Caracas        |
| Cardenales de Lara        | 3 - 6   | Navegantes del Magallanes | José Bernardo Pérez       | 4 de enero | 7:30pm | Meridiano TV | Tigres de Aragua          |
| Águilas del Zulia         | 16 - 4  | Leones del Caracas        | Universitario de Caracas  | 4 de enero | 7:30pm |              | Tigres de Aragua          |
| Tigres de Aragua          | 3 - 2   | Leones del Caracas        | Universitario de Caracas  | 5 de enero | 7:30pm | Meridiano TV | Navegantes del Magallanes |
| Águilas del Zulia         | 7 - 4   | Cardenales de Lara        | Antonio Herrera Gutiérrez | 5 de enero | 7:30pm | Promar TV    | Navegantes del Magallanes |
| Tigres de Aragua          | 1 - 5   | Navegantes del Magallanes | José Bernardo Pérez       | 6 de enero | 5:30pm | Meridiano TV | Águilas del Zulia         |
| Leones del Caracas        | 11 - 14 | Cardenales de Lara        | Antonio Herrera Gutiérrez | 6 de enero | 5:00pm | Venevisión   | Águilas del Zulia         |
| Leones del Caracas        | 0 - 8   | Tigres de Aragua          | José Pérez Colmenares     | 7 de enero | 6:00pm | Meridiano TV | Cardenales de Lara        |
| Navegantes del Magallanes | 5 - 3   | Águilas del Zulia         | Luis Aparicio "El Grande" | 7 de enero | 5:30pm | Venevisión   | Cardenales de Lara        |

| Tigres de Aragua          | 3 - 4  | Cardenales de Lara        | Antonio Herrera Gutiérrez                               | 8 de enero  | 7:30pm | Promar TV    | Leones del Caracas        |
| Navegantes del Magallanes | 7 - 5  | Águilas del Zulia         | Luis Aparicio "El Grande"                               | 8 de enero  | 7:30pm | Meridiano TV | Leones del Caracas        |
| Cardenales de Lara        | 1 - 2  | Águilas del Zulia         | Luis Aparicio "El Grande"                               | 9 de enero  | 7:30pm |              | Tigres de Aragua          |
| Leones del Caracas        | 5 - 2  | Navegantes del Magallanes | José Bernardo Pérez                                     | 9 de enero  | 7:30pm | Meridiano TV | Tigres de Aragua          |
| Cardenales de Lara        | 6 - 1  | Águilas del Zulia         | Luis Aparicio "El Grande"                               | 10 de enero | 7:30pm |              | Navegantes del Magallanes |
| Leones del Caracas        | 1 - 3  | Tigres de Aragua          | José Pérez Colmenares                                   | 10 de enero | 7:30pm | Meridiano TV | Navegantes del Magallanes |
| Leones del Caracas        | 10 - 5 | Cardenales de Lara        | Antonio Herrera Gutiérrez                               | 11 de enero | 7:30pm | Meridiano TV | Águilas del Zulia         |
| Navegantes del Magallanes | 1 - 4  | Tigres de Aragua          | José Pérez Colmenares                                   | 11 de enero | 7:30pm |              | Águilas del Zulia         |
| Tigres de Aragua          | 6 - 7  | Leones del Caracas        | Universitario de Caracas                                | 12 de enero | 7:30pm | Meridiano TV | Cardenales de Lara        |
| Águilas del Zulia         | 5 - 7  | Navegantes del Magallanes | José Bernardo Pérez                                     | 12 de enero | 7:30pm |              | Cardenales de Lara        |
| Navegantes del Magallanes | 6 - 1  | Tigres de Aragua          | José Pérez Colmenares                                   | 13 de enero | 7:05pm | Venevisión   | Leones del Caracas        |
| Águilas del Zulia         | 5 - 4  | Cardenales de Lara        | Antonio Herrera Gutiérrez                               | 13 de enero | 6:07pm | Meridiano TV | Leones del Caracas        |
| Águilas del Zulia         | 4 - 3  | Leones del Caracas        | Universitario de Caracas                                | 14 de enero | 2:30pm | Venevisión   | Tigres de Aragua          |
| Navegantes del Magallanes | 13 - 6 | Cardenales de Lara        | Antonio Herrera Gutiérrez Divina Pastora (Barquisimeto) | 14 de enero | 7:00pm | Venevisión   | Tigres de Aragua          |

| Cardenales de Lara        | 7 - 3  | Leones del Caracas        | Universitario de Caracas  | 15 de enero Día del Maestro | 7:30pm |                         | Navegantes del Magallanes |
| Águilas del Zulia         | 4 - 5  | Tigres de Aragua          | José Pérez Colmenares     | 15 de enero Día del Maestro | 7:30pm | Meridiano TV            | Navegantes del Magallanes |
| Tigres de Aragua          | 5 - 1  | Cardenales de Lara        | Antonio Herrera Gutiérrez | 16 de enero                 | 7:30pm | Promar TV               | Águilas del Zulia         |
| Leones del Caracas        | 8 - 2  | Navegantes del Magallanes | José Bernardo Pérez       | 16 de enero                 | 7:30pm | Meridiano TV Venevisión | Águilas del Zulia         |
| Tigres de Aragua          | 2 - 7  | Águilas del Zulia         | Luis Aparicio "El Grande" | 17 de enero                 | 7:30pm |                         | Cardenales de Lara        |
| Navegantes del Magallanes | 7 - 4  | Leones del Caracas        | Universitario de Caracas  | 17 de enero                 | 7:30pm | Meridiano TV            | Cardenales de Lara        |
| Tigres de Aragua          | 4 - 2  | Águilas del Zulia         | Luis Aparicio "El Grande" | 18 de enero                 | 7:30pm |                         | Leones del Caracas        |
| Cardenales de Lara        | 1 - 15 | Navegantes del Magallanes | José Bernardo Pérez       | 18 de enero                 | 7:30pm | DAT TV                  | Leones del Caracas        |
| Leones del Caracas        | 0 - 3  | Águilas del Zulia         | Luis Aparicio "El Grande" | 19 de enero                 | 7:30pm | Meridiano TV            | Tigres de Aragua          |
| Navegantes del Magallanes | 3 - 4  | Cardenales de Lara        | Antonio Herrera Gutiérrez | 19 de enero                 | 7:30pm |                         | Tigres de Aragua          |
| Leones del Caracas        | 1 - 2  | Águilas del Zulia         | Luis Aparicio "El Grande" | 20 de enero                 | 5:30pm | Venevisión              | Navegantes del Magallanes |
| Cardenales de Lara        | 4 - 5  | Tigres de Aragua          | José Pérez Colmenares     | 20 de enero                 | 5:30pm | Meridiano TV            | Navegantes del Magallanes |
| Cardenales de Lara        | 5 - 4  | Leones del Caracas        | Universitario de Caracas  | 21 de enero                 | 4:00pm |                         | Águilas del Zulia         |
| Tigres de Aragua          | 7 - 3  | Navegantes del Magallanes | José Bernardo Pérez       | 21 de enero                 | 5:30pm | Venevisión              | Águilas del Zulia         |

## Serie Final
La final comenzó con los Navegantes del Magallanes como anfitriones en los dos primeros días, en Valencia al quedar de primero en el Round Robin. La final se disputó entre el 23 de enero de 2007 hasta el 28 de enero de 2007.
| Pos | Equipo                    | J | G | P | AVE. | V | Racha |
| --- | ------------------------- | - | - | - | ---- | - | ----- |
| 1   | Tigres de Aragua          | 5 | 4 | 1 | .800 | - | 1G    |
| 2   | Navegantes del Magallanes | 5 | 1 | 4 | .200 | 3 | 1P    |

| Juego      | Visitante                 | Resultado | Casa                      | Estadio               | Hora    | TV                            |
| ---------- | ------------------------- | --------- | ------------------------- | --------------------- | ------- | ----------------------------- |
| 1.er Juego | Tigres de Aragua          | 6-2       | Navegantes del Magallanes | José Bernardo Pérez   | 07:30pm | Venevisión, Meridiano TV ESPN |
| 2.º Juego  | Tigres de Aragua          | 8-5       | Navegantes del Magallanes | José Bernardo Pérez   | 07:30pm | Venevisión, Meridiano TV ESPN |
| 3.er Juego | Navegantes del Magallanes | 0-6       | Tigres de Aragua          | José Pérez Colmenares | 07:30pm | Venevisión, Meridiano TV ESPN |
| 4.º Juego  | Navegantes del Magallanes | 8-4       | Tigres de Aragua          | José Pérez Colmenares | 06:00pm | Venevisión, Meridiano TV ESPN |
| 5.º Juego  | Navegantes del Magallanes | 10-11     | Tigres de Aragua          | José Pérez Colmenares | 05:00pm | Venevisión, Meridiano TV ESPN |

Tigres de Aragua

Campeón

- El campeón participa en la Serie del Caribe 2007.

## Distinciones
| Premio            | Jugador         | Equipo             |
| ----------------- | --------------- | ------------------ |
| Productor del Año | Robert Pérez    | Cardenales de Lara |
| Mánager del Año   | Buddy Bailey    | Tigres de Aragua   |
| Regreso del Año   | Robert Pérez    | Cardenales de Lara |
| Relevista del Año | Richard Garcés  | Águilas del Zulia  |
| Novato del Año    | Luis Bolívar    | Águilas del Zulia  |
| Pitcher del Año   | Horacio Estrada | Tigres de Aragua   |
| Más Valioso       | Robert Pérez    | Cardenales de Lara |

- Premio "Víctor Davalillo":  Robert Pérez
- Premio "José Carrao Bracho":  Horacio Estrada
- Premio "Alfonso Chico Carrasquel":  Buddy Bailey